# Podaj mi dłoń
Podaj mi dłoń (fr. Donne-moi la main) – francusko-niemiecki dramat filmowy z 2008 roku w reżyserii Pascala-Alexa Vincenta.

## Opis fabuły
Antoine i Quentin są bliźniakami. Ich relacje braterskie są bardzo bliskie, spędzają ze sobą wiele czasu. Wszystko zaczyna się zmieniać, kiedy Quentin poznaje młodego rolnika pochodzenia marokańskiego. Relacje braci zostają wystawione na próbę, pojawia się uczucie zazdrości.

## Obsada
- Alexandre Carril − Antoine
- Victor Carril − Quentin
- Anaïs Demoustier − Clémentine
- Samir Harrag − Hakim
- Katrin Saß − kobieta w pociągu
- Fernando Ramallo − Angel